# Гамбург (футбольный клуб)
Гамбургская спортивная ассоциация (нем. Hamburger Sport-Verein), или просто «Гамбург» (нем. Hamburger SV) — немецкий футбольный клуб из одноимённого города, основанный в 1887 году. Один из старейших и самых титулованных клубов своей страны. Шестикратный чемпион Германии по футболу и абсолютный рекордсмен Бундеслиги по непрерывному пребыванию в ней, длившемуся в общей сложности, почти 55 лет. Домашние матчи клуб проводит на стадионе «Фолькспаркштадион», вмещающем 57 000 зрителей.

## История

### Ранние годы (1887—1963)
История «Гамбурга» начинается 29 сентября 1887 года, когда произошло слияние клубов «Хоэнфельдер» и «Вандсбек-Маренталер» в «СК Германия». Это был один из трёх клубов наряду с «Гамбургом», основанным в 1888 году и «Фальке Эппендорф», основанным в 1906 году, слившимися 2 июня 1919 года в один клуб «Гамбургскую Спортивную Ассоциацию». Причиной данного объединения было серьёзное ослабленные этих команд после Первой мировой войны. Цветами клуба стали красный и белый в честь города Гамбурга и сине-чёрные в честь старейшего клуба-основателя — «СК Германия». Именно через родство с «СК Германия», «Гамбург» претендует на звание старейшего клуба страны. Тем не менее, другие клубы оспаривают эту честь, так как «СК Германия» первоначально был основан как атлетический клуб и не играл в футбол до 1891 года, когда полдюжины англичан присоединились к клубу, принеся с собой увлечение футболом.
Заново сформированный «Гамбург» быстро стал конкурентоспособным и в 1922 году вышел в финал национального первенства против «Нюрнберга», для которого, этот финал был уже третий подряд. После трёх часов и десяти минут игры, при счёте 2:2, игра была прервана из-за темноты. Дальнейшая переигровка также дошла до дополнительного времени, и в эпоху когда не было замен, игра была остановлена при счёте 1:1, по причине того, что в составе «Нюрнберга» осталось на поле только семь игроков при нужных восемь. «Нюрнберг» настаивал на ещё одном матче, однако Немецкая футбольная ассоциация к тому времени присудила победу «Гамбургу» после чего ход событий обретает крутой поворот. Южногерманский футбольный союз начинает угрожать выходом из ассоциации, что грозит развалом чемпионата Германии. В ответ на это Немецкая футбольная ассоциация убеждает «Гамбург» отказаться от титула «во имя честного духа спортивных состязаний», на что команда идёт неохотно. В конце концов по итоговому решению Немецкая футбольная ассоциация решает не присуждать победу в том году никому.
Новой возможности взять долгожданный титул «Гамбургу» пришлось ждать недолго. В 1923 году он выигрывает чемпионат, обыграв в финале берлинский «Юнион» со счётом 3:0. Отстоять свой титул в 1924 году команде не удалось. «Гамбург» уступает чемпионство «Нюрнбергу» со счётом 0:2. После этого команда несколько лет терпит неудачу на пути к долгожданному финалу. Однако в 1928 году «Гамбург» выходит в финал, где обыграв берлинскую «Герту», становится 2-х кратным чемпионом страны. В сезоне 1928/29 так называемая «гамбургская революция» серьёзно потрясла национальное первенство. «Гамбург», «Гольштейн Киль» и ещё 9 команд севера страны вышли из чемпионата и провели свой собственный между собой. Победу в нём одержал «Гамбург». Стороны долго вели переговоры, пока все вышедшие клубы не согласились вернуться. Сам по себе этот прецедент стал маховиком перемен в германском футболе, среди которых можно выделить сокращение количества региональных лиг с 11-ти до 6-ти.
С приходом к власти нацистов чемпионат Германии разделяют на 16 гаулиг, чемпионы которых в финальном турнире определяли чемпиона страны. «Гамбург» долгие годы доминирует в одной из них, гаулиге Нордмарк, однако в финальном турнире, клуб не выдерживает конкуренции с другими чемпионами.
Играя в Оберлиге Норд после возобновления лиги в послевоенной Германии, «Гамбург» стал доминирующим клубом. В шестнадцати сезонах с 1947/48 по 1962/63 они претендовали на победу в Оберлиге 15 раз, кроме сезона 1953/54 когда они заняли одиннадцатое место. В течение это периода «Гамбург» забивал больше ста голов в сезонах 1951, 1955, 1961 и 1962. Тем не менее победы в чемпионате давались с трудом. В 1956 году «Гамбург» выходит в финал Кубка Германии, однако упускает трофей. В раунде чемпионов оберлиг клуб дважды выходил в финал в 1957 и 1958 годах, но терпел поражения. Однако в 1960 году «Гамбург» обыгрывает в финале чемпионского турнира «Кёльн» и становится чемпионом Германии. Данное чемпионство стало 3-м для «Гамбурга» после 1928 года. Это достижение позволяет клубу дебютировать в Кубке европейских чемпионов сезона 1960/61, где дойдя до стадии полуфинала, «Гамбург» минимально уступает «Барселоне» со счётом 0:1 по итогам третьей игры на нейтральном поле.

### Золотые годы (1963—1987)
Вскоре после этого была сформирована первая профессиональная футбольная лига Германии — Бундеслига. В новом чемпионате «Гамбург» поначалу не только не мог обеспечить себе новое чемпионство, а и начал терять свою доминирующую позицию в северогерманском футболе. Так в 1965 году чемпионат выиграл бременский «Вердер», а двумя годами спустя «Айнтрахт Брауншвейг». В те годы много пользы для команды принёс её капитан — Уве Зеелер. В сезоне 1963/1964 он стал лучшим бомбардиром Бундеслиги с 30 голами, а впоследствии трижды признавался Футболистом года в Германии. Несмотря на многочисленные предложения присоединиться к другой команде, он остался в «Гамбурге» и был предан ему до самого конца своей карьеры. В сезоне 1965/66 «Гамбург» добился своей самой большой домашней победы, обыграв «Карлсруэ» со счётом 8:0. В 1967 году команда вышла в финал Кубка Германии, однако потерпела поражение от мюнхенской «Баварии». В 1968 году «Гамбург» вышел в финал Кубка обладателей кубков УЕФА, однако уступил трофей итальянскому «Милану». Сезон 1971/72 стал последним для Уве Зеелера. 1 мая 1972 года на «Фолькспаркштадион» состоялся прощальный матч легенды «Гамбурга», собравший на трибунах арены 62 000 зрителей. Зеелер закончил свою карьеру, забив 139 голов в 239 матчах Бундеслиги и 507 голов в 587 своих матчах. В этом же сезоне «Гамбург» дебютировал в Кубке УЕФА, однако был выбит шотландским «Сент-Джонстон» в первом раунде. В 1973 году «Гамбург» выигрывает первый розыгрыш Кубка немецкой лиги. В 1974 году «Гамбург» выходит в финал Кубка Германии, однако уступает трофей франкфуртскому «Айнтрахту», для которого этот кубок стал вторым подряд.
Несмотря на довольно посредственные выступления в Бундеслиге (с 14-м местом в 1966/67 году и самым худшим местом в 1972/73 году), одной из основ постепенного подъёма «Гамбурга» стала преданность ряда молодых игроков, со временем занявших видное место не только в жизни клуба, но и на уровне сборной. Так, в середине 70-х и начале 80-х годов окрепший «Гамбург» начинает писать золотые страницы своей футбольной истории. В этот золотой период усилиями спортивного директора клуба Гюнтера Нетцера, за «Гамбург» играли такие звёзды как Кевин Киган, Феликс Магат, Франц Беккенбауэр, Манфред Кальц, Хорст Хрубеш, Каспар Мемеринг и многие другие.
В сезоне 1975/76 «Гамбург» выигрывает Кубок Германии, став двукратным обладателем этого трофея. Это достижение вновь открывает «Гамбургу» дорогу к Кубку обладателей кубков УЕФА. 11 мая 1977 года, одержав верх над бельгийским «Анлерлехтом» со счётом 2:0, «Гамбург» завоёвывает этот трофей. В сезоне 1974/75 клуб устанавливает для себя новую планку в Бундеслиге, завершив сезон на 4 месте. Однако уже через год «Гамбург» превосходит это достижение и становится серебряным призёром чемпионата. В сезоне 1977/78 за клуб дебютирует Кевин Киган. Несмотря на провальный для команды сезон в Бундеслиге, англичанин становится лучшим футболистом Европы. В 1978 году «Гамбург» возглавляет Бранко Зебец и с первого сезона приводит команду к долгожданному чемпионству. Кевин Киган во второй раз подряд был признан лучшим футболистом Европы. В сезоне 1979/80 «Гамбург» выходит в финал Лиги чемпионов, однако минимально проигрывает в финале английскому «Ноттингем Форест». В Бундеслиге клуб завершает сезон на 2-м месте. В декабре 1980 года «Гамбург» отстраняет Зебеца от должности из-за проблем с алкоголем. Оставшуюся частью сезона командой руководит его помощник Александар Ристич, усилиями которого, клуб завершил сезон на высоком 2 месте.
В 1981 году на место тренера «Гамбурга» был привлечён австриец Эрнст Хаппель. Под его руководством в первом же сезоне клуб вновь становится чемпионом Германии, однако в еврокубках уступает шведскому «Гётеборгу» в финале Кубка УЕФА. Также в период с 16 января 1982 года по 29 января 1983 года «Гамбург» оставался непобеждённым. Эта беспроигрышная серия стала рекордом Бундеслиги побить который, удалось только мюнхенской «Баварии» в 2013 году. В этом сезоне «Гамбург» отстоял чемпионство Германии, а также добился своего самого большого достижения в еврокубках. 25 мая 1983 года, минимально обыграв туринский «Ювентус» со счётом 1:0, «Гамбург» стал обладателем Кубка европейских чемпионов. В декабре 1983 года «Гамбург» отправился в Токио, чтобы встретиться с южноамериканским чемпионом «Гремио» в матче за Межконтинентальный кубок. Победный гол бразильской команды был забит на 93 минуте. Возвратившись домой, по итогам сезона, «Гамбург» занимает 2 место в Бундеслиге, проиграв «Штутгарту» только по показателям. Последующие сезоны 1984/85 и 1985/86 стали разочарованием для болельщиком клуба. Команда заняла лишь 5-е и 7-е место по итогам чемпионата. В сезоне 1986/87 «Гамбург» вновь занимает 2-место по итогам сезона, а также завоёвывает свой четвёртый Кубок Германии. По завершении этого сезона Эрнст Хаппель покидает пост тренера «Гамбурга» и возвращается в Австрию. И по сей день Хаппель остаётся самым успешным тренером в истории клуба.

### Годы неудач (1987—1999)
В последующие годы «Гамбург» выступал не столь удачно. В Бундеслиге, команда показывала посредственные результаты, соответственно не выходила в еврокубки УЕФА, а в некоторых сезонах команда билась за выживание в чемпионате. Наилучшими результатами, в это время, были четвёртое место в сезоне 1988/1989 годов и пятое место в сезоне 1990/1991 и 1995/1996 годов. В 1991 году по финансовым причинам, клубу пришлось продать одного из своих лучших игроков на тот момент Томаса Долля в «Лацио» за 25 миллионов марок.

### Новые успехи (1999—2007)
Преднамеренно или нет, успехи «Гамбурга» совпадают с завершением реконструкции стадиона команды Имтех Арена. В сезоне 1999/2000 команда заняла третье место в турнирной таблице Бундеслиги. В 2003 году клуб выиграл первый кубок после долгого перерыва — Кубок немецкой лиги. В 2005 и 2007 годах «Гамбург» выиграл Кубок Интертото. В сезоне 2005/2006 команда заняла третье место в Бундеслиге и добилась значимого рекорда — 11 побед на чужом поле.
Клуб являлся самым главным претендентом на победу в сезоне 2006/2007, но занял в итоге только седьмое место. Первой победы в этом сезоне «Гамбург» добился только в пятнадцатой официальной игре (против «Байера 04» в качестве гостя — 2:1). «Гамбург» занял последнее место в своей группе в Лиге чемпионов с одной победой и пятью поражениями. Команда достигла последнего места в таблице после 20-го тура Бундеслиги, тогда последний кредит доверия потерял главный тренер. 1 февраля 2007 года Томас Долль был уволен, а на его место пришёл голландец Хуб Стевенс. Эти перемены, по-видимому, возродили команду, в течение следующих восьми игр «Гамбург» одержал пять побед и две ничьих. В конечном счёте «Гамбург» закончил турнир Бундеслиги на седьмом месте, что позволило принять участие в турнире Кубка Интертото, который по итогам соревнования «Гамбург» вновь выиграл.

### И снова неудачи (с 2007 года)
В сезоне 2007/2008 команда заняла четвёртое место в турнирной таблице, которое давало право на участие в Кубке УЕФА в первом туре. Следующий сезон 2008/2009 «Гамбург» начал хорошо и являлся одним из претендентов на первое место, но главный тренер Хуб Стевенс в середине сезона объявил о своём уходе из клуба, чтобы быть рядом со своей женой, у которой было обнаружено серьёзное заболевание. Его преемниками объявлялись Славен Билич, Жерар Улье и другие. Но, в конце концов, после нескольких недель поисков, клуб подписал контракт с бывшим тренером «Тоттенхэм Хотспур» Мартином Йолом. В итоге команда закончила сезон в чемпионате на пятом месте.
Сезон 2009/2010 команда начала неудачно, постоянно была в середине, крайне неудачно играла с командами ниже по турнирной таблице. В итоге команда закончила сезон на седьмом месте. На международной арене у клуба всё было наоборот, в Лиге Европы УЕФА команда дошла до полуфинала. После неоднозначного сезона руководство клуба и главный тренер Мартин Йол решили не продлевать контракт, и главным тренером стал немецкий специалист Армин Фе. Работа в «Гамбурге» сложилась для Фе неудачно — он был уволен с поста главного тренера, после крупного проигрыша «Баварии» из Мюнхена со счётом 0:6 (12 марта 2011). После этого поражения команда опустилась на восьмую строчку в чемпионате. В сезоне 2011/2012 «Гамбург» стартовал ужасно: после первых 6 туров находился на дне таблицы всего с 1 очком. Это стало последней каплей терпения для Михаэля Оеннинга, и он подал в отставку. Родольфо Кардозо стал и. о. главного тренера. Однако, сине-чёрно-белым досталась сомнительная честь замыкать таблицу чемпионата, пока не был приглашён Торстен Финк. Он помог «Гамбургу» сохранить прописку в Бундеслиге: по итогам сезона команда заняла 15-е место, пропустив вперёд дебютанта Бундеслиги «Аугсбург», команду также покинули несколько ведущих игроков.
Начало сезона 2012/13 было неудачным: «Нюрнберг» забил один безответный мяч. Ещё два поражения и команда оказалась в зоне вылета. Но затем «Гамбург» заиграл так, как никогда ранее. Результатом стало 6 место после 22 туров. В 27-м туре «Гамбург» потерпел в гостях разгромное поражение от «Баварии» со счётом 2:9.
25 сентября 2013 года Финк был уволен и на его место пришёл Берт ван Марвейк, однако результаты команды остались плачевными, и в феврале 2014 года Мирко Сломка стал очередным главным тренером команды. Под его руководством команда заняла 16 место в Бундеслиге и смогла в играх плей-офф пройти «Гройтер» и остаться в Бундеслиге. 15 сентября 2014 года Сломка был уволен. Был приглашён Йозеф Циннбауэр, но и при нём команда продолжила бороться за выживание. После поражения от «Баварии» со счётом 0:8 Циннбауэр был уволен, и вскоре его заменил Бруно Лаббадиа. Под его руководством команда по итогам сезона заняла 16-е место, однако в стыковых матчах за право остаться в Бундеслиге в сезоне 2015/16 по сумме двух матчей обыграла «Карлсруэ» (1:1 дома, и 2:1 в гостях) сохранив прописку в элите.
Апогеем неудач «Гамбурга» стал сезон 2017/18. Имея шансы в очередной раз избежать вылета из элиты, в последних турах чемпионата «Гамбург» одерживает жизненно важную победу над «Боруссией Мёнхенгладбах», однако в то же время прямой конкурент клуба «Вольфсбург», также не проигрывает главному аутсайдеру сезона 2017/18 — «Кёльну». Так «Гамбург» впервые в своей истории выбыл из Бундеслиги, в которой непрерывно играл с момента её основания в 1963 году.
10 мая 2025 года, за тур до окончания сезона, победив клуб «Ульм 1846», «Гамбург» обеспечил себе возвращение в Бундеслигу спустя семь сезонов.

## Достижения

### Национальные
- Чемпионат Германии
  - Чемпион (6): 1922 (отказ), 1923, 1928 , 1959/60, 1978/79, 1981/82, 1982/83
  - Вице-чемпион (8): 1924, 1956/57, 1957/58, 1975/76, 1979/80, 1980/81, 1983/84, 1986/87
- Кубок Германии
  - Обладатель (3): 1963, 1976, 1987
  - Финалист (3): 1956, 1967, 1974
- Кубок немецкой лиги 
  - Обладатель (2): 1973, 2003
- Вторая Бундеслига
  - Вице-чемпион: 2024/25

### Международные
- Кубок европейских чемпионов
  - Обладатель: 1983
  - Финалист: 1980
- Кубок обладателей кубков УЕФА
  - Обладатель: 1977
  - Финалист: 1968
- Кубок УЕФА
  - Финалист: 1982
- Кубок Интертото
  - Обладатель (2): 2005, 2007
  - Финалист: 1999
- Межконтинентальный кубок
  - Финалист: 1983

### Региональные
- Северный чемпионат Германии по футболу
  - Чемпион (10, рекорд): 1921, 1922, 1923, 1924, 1925, 1928, 1929, 1931, 1932, 1933
- Оберлига Север
  - Чемпион (15, рекорд): 1948, 1949, 1950, 1951, 1952, 1953, 1955, 1956, 1957, 1958, 1959, 1960, 1961, 1962, 1963
- Гаулига Нордмарк
  - Чемпион (4): 1937, 1938, 1939, 1941
- Гаулига Гамбург
  - Чемпион: 1945
- Регионаллига Гамбург
  - Чемпион: 1946
- Чемпионат британской оккупационной зоны
  - Чемпион (2): 1947, 1948 (рекорд)

### «Дубли»
- Чемпионат Германии, Лига чемпионов УЕФА
  - Европейский «золотой дубль»: 1982/83

## Стадион
Несмотря на то, что «Фолькспаркштадион» является домашней ареной «Гамбурга», последний, не имеет никакого отношения к его основанию. Изначально на месте нынешней арены клуба стоял открытый матчем между «Альтоной 93» и «Гамбургом» 13 сентября 1925 года городской стадион «Баренфельдер», более известный с годами как «Альтонаер» (хоть он и не принадлежал «Альтоне 93»). Во времена Второй мировой войны «Баренфельдер» значительно пострадал от бомбардировок союзников, как и сам Гамбург. Стадион был отстроен в период с 1951 по 1953 год. Большой частью строительных материалов стали обломки из городского района Аймсбюттель. 12 июля 1953 года отстроенный стадион открыт под именем — «Фолькспаркштадион». Своё новое название стадион получил от одноимённого парка вблизи — «Фолькспарк». В общей сложности стадион вмещал до 75 000 человек и стал сердцем спортивной жизни Гамбурга. В 1963 году «Гамбург» квалифицировался в новообразованную Бундеслигу, и с тех пор обосновался на «Фолькспаркштадион».
В 1998 году «Гамбург» решается на амбициозный проект по существенному обновлению «Фолькспаркштадиона». При поддержке властей Германии «Гамбург» сносит арену и начинает строительство нового «Фолькспаркштадиона». Новый стадион был открыт 30 апреля 1998 года, по проекту архитектора Густава Эльснера. При строительстве арена была повёрнута на 90 градусов по отношении к своему предшественнику. Это позволило решить давние проблемы с обзором и светом относительно расположения трибун. Новый стадион стал более многофукнционален, но был уменьшен по количеству мест с 75000 до 57000. С 2001 года в северо-западному углу «Фолькспаркштадион» работают большие часы показывающие время, которое «Гамбург» провёл в Бундеслиге. Все это связано с особым и уникальным по меркам Германии достижением клуба. «Гамбург» играл во всех сезонах Бундеслиги со времени её создания в 1963 году. С 2004 года при стадионе функционирует клубный музей «Гамбурга». Полного аншлага новый «Фолькспаркштадион» впервые достиг 30 января 2009 года. Заполненная до отказа арена стала свидетелем минимально триумфа «Гамбурга» над мюнхенской «Баварией» со счётом 1:0.
30 июня 2001 года «Гамбург» принял предложение нью-йоркской медиакомпании AOL и дал «Фолькспаркштадиону» своё первое коммерческое название — «АОЛ Арена» (AOL Arena). Этот контракт на сумму 30 млн дойчмарок действовал до декабря 2005 года, и впоследствии был продлён сторонами до июня 2007 года. 29 марта 2007 года один крупный банк, расположенный в Гамбурге HSH Nordbank, купил за 25 млн евро права на названия стадиона сроком на шесть лет. Согласно договору «АОЛ Арена» была переименована в «ХСХ Нордбанк Арену», а с августа 2010 года стадион был переименован в «Имтех Арена», так как права перекупила гамбургская электро-машиностроительная фирма Imtech. Контракт истёк в 2015 году, и с тех пор стадион вновь носит название «Фолькспаркштадион».

## Болельщики
«Гамбург» является одной из самых популярных футбольных команд в Германии. Согласно статистическим данным, с февраля 2009 года клуб насчитывает 3300000 чел. поклонников в Европе, что делает его 28-м по этому показателю на континенте. Средняя посещаемость домашнего стадиона 54 820 болельщиков.
В Гамбурге почти 700 официально зарегистрированных фан-клубов, 29 находятся за пределами Германии — в Польше, Нидерландах, Бельгии, Австрии, Швейцарии, Испании, США, Великобритании, ЮАР, Австралии, Гонконге, России и других странах мира. Первый фан-клуб был основан в апреле 1972 года, он существует сегодня и имеет около 40 членов. Среди самых известных и самых важных фан-клубов сегодня это — «Poptown», «Rautengeil», «Fallingbostel», «Totale» и «Jungs Wilhelmsburger».
Ультрас-группы «Гамбурга»: «Nordtribüne», «Sektion Nord».
В настоящее время, некоторые фанаты «Гамбурга» поддерживают дружественные отношения с фанами клубов «Арминия», «Ганновер 96» и «Любек», но они не распространяются на всех поклонников, как это было в традиции 70-х и 80-х годов. Так же хорошие отношения с фанами и болельщиками клубов «Штутгарт» и «Нюрнберг».
Есть дружба с ультрас клубов «Копенгаген» и «Рейнджерс» Глазго (дружба с фанатами «Рейнджерс» Глазго является реакцией на дружбу фанатов «Санкт-Паули» с фанатами «Селтика»).
Самые ненавистные соперники — это «Вердер» («Северное дерби»), «Санкт-Паули» («Гамбургское дерби»), «Бавария» и «Шальке 04».

### Кладбище болельщиков у «Фолькспаркштадион»
В сентябре 2007 года генеральный директор «Гамбурга» Кристиан Райхерт объявил о начале строительства кладбища для болельщиков клуба, которое будет располагаться неподалёку от стадиона. Оно будет рассчитано на 500 мест, а вход на его территорию будет оформлен в виде футбольных ворот. Открытие кладбища состоялось 9 сентября 2008 года. Так, фанаты «Гамбурга» смогут и после смерти быть рядом с любимым клубом.

## Социальная деятельность
В ноябре 2020 года Ян Гьямера вышел на игру с «Хольштайном» в футболке, на спине которой фамилия игрока была написана с ошибкой. Майку после игры выставили на аукцион и продали почти за 4 тысячи евро. Средства направили в местный фонд поддержки детей и молодёжи Hamburger Weg.
В ноябре 2021 года Моритц Хайер и Йонас Мефферт вышли на поле в футболках с надписями «Хейя» и «Меффорт», чтобы привлечь внимание к дислексии. В команде также заявили, что на официальном сайте пишут новости, с учётом особенностей дислексиков — короткие предложения, простые слова и используют изображения.

## Статистика сезонов
| Сезон   | Дивизион   | Место | Кубок |
| ------- | ---------- | ----- | ----- |
| 1963/64 | Бундеслига | 6-е   |       |
| 1964/65 | Бундеслига | 11-е  |       |
| 1965/66 | Бундеслига | 9-е   |       |
| 1966/67 | Бундеслига | 14-е  | Финал |
| 1967/68 | Бундеслига | 13-е  |       |
| 1968/69 | Бундеслига | 6-е   |       |
| 1969/70 | Бундеслига | 6-е   |       |
| 1970/71 | Бундеслига | 5-е   |       |
| 1971/72 | Бундеслига | 10-е  |       |
| 1972/73 | Бундеслига | 14-е  |       |
| 1973/74 | Бундеслига | 12-е  | Финал |
| 1974/75 | Бундеслига | 4-е   |       |
| 1975/76 | Бундеслига | 2-е   |       |
| 1976/77 | Бундеслига | 6-е   |       |
| 1977/78 | Бундеслига | 10-е  |       |
| 1978/79 | Бундеслига | 1-е   |       |
| 1979/80 | Бундеслига | 2-е   |       |
| 1980/81 | Бундеслига | 2-е   |       |
| 1981/82 | Бундеслига | 1-е   |       |
| 1982/83 | Бундеслига | 1-е   |       |

| Сезон     | Дивизион   | Место | Кубок |
| --------- | ---------- | ----- | ----- |
| 1983/84   | Бундеслига | 2-е   |       |
| 1984/85   | Бундеслига | 5-е   |       |
| 1985/86   | Бундеслига | 7-е   |       |
| 1986/87   | Бундеслига | 2-е   |       |
| 1987/88   | Бундеслига | 6-е   |       |
| 1988/89   | Бундеслига | 4-е   |       |
| 1989/90   | Бундеслига | 11-е  |       |
| 1990/91   | Бундеслига | 5-е   |       |
| 1991/92   | Бундеслига | 12-е  |       |
| 1992/93   | Бундеслига | 11-е  |       |
| 1993/94   | Бундеслига | 12-е  |       |
| 1994/95   | Бундеслига | 13-е  |       |
| 1995/96   | Бундеслига | 5-е   |       |
| 1996/97   | Бундеслига | 13-е  |       |
| 1997/98   | Бундеслига | 9-е   |       |
| 1998/99   | Бундеслига | 7-е   |       |
| 1999/2000 | Бундеслига | 3-е   |       |
| 2000/01   | Бундеслига | 13-е  |       |
| 2001/02   | Бундеслига | 11-е  |       |
| 2002/03   | Бундеслига | 4-е   |       |

| Сезон   | Дивизион          | Место | Кубок      |
| ------- | ----------------- | ----- | ---------- |
| 2003/04 | Бундеслига        | 8-е   |            |
| 2004/05 | Бундеслига        | 8-е   |            |
| 2005/06 | Бундеслига        | 3-е   |            |
| 2006/07 | Бундеслига        | 7-е   | 1-й раунд  |
| 2007/08 | Бундеслига        | 4-е   | 1/4 финала |
| 2008/09 | Бундеслига        | 5-е   | 1/2 финала |
| 2009/10 | Бундеслига        | 7-е   | 2-й раунд  |
| 2010/11 | Бундеслига        | 8-е   | 2-й раунд  |
| 2011/12 | Бундеслига        | 15-е  | 3-й раунд  |
| 2012/13 | Бундеслига        | 7-е   | 1-й раунд  |
| 2013/14 | Бундеслига        | 16-е  | 1/4 финала |
| 2014/15 | Бундеслига        | 16-е  | 2-й раунд  |
| 2015/16 | Бундеслига        | 10-е  | 1-й раунд  |
| 2016/17 | Бундеслига        | 14-е  | 1/4 финала |
| 2017/18 | Бундеслига        | 17-е  | 1-й раунд  |
| 2018/19 | Вторая Бундеслига | 4-е   | 1/2 финала |
| 2019/20 | Вторая Бундеслига | 4-е   | 2-й раунд  |
| 2020/21 | Вторая Бундеслига | 4-е   | 1-й раунд  |
| 2021/22 | Вторая Бундеслига | 3-е   | 1/2 финала |
| 2022/23 | Вторая Бундеслига | 3-е   | 2-й раунд  |

## Текущий состав
| 1  | Флаг Португалии | Вр  | Даниэл Хойер Фернандеш                       | 1992 |  |  |  |  |  |
| 26 | Флаг Израиля    | Вр  | Даниэль Перец (в аренде из «Баварии»)        | 2000 |  |  |  |  |  |
| 40 | Флаг Германии   | Вр  | Ханнес Херман                                | 2005 |  |  |  |  |  |
| 41 | Флаг Германии   | Вр  | Фернандо Диккес                              | 2007 |  |  |  |  |  |
|    |                 |     |                                              |      |  |  |  |  |  |
| 2  | Флаг Франции    | Защ | Вильям Микельбренсис                         | 2004 |  |  |  |  |  |
| 3  | Флаг Германии   | Защ | Ноа Каттербах                                | 2001 |  |  |  |  |  |
| 4  | Флаг Германии   | Защ | Себастьян Шонлау (капитан)                   | 1994 |  |  |  |  |  |
| 13 | Флаг Португалии | Защ | Гильерме Рамуш                               | 1997 |  |  |  |  |  |
| 16 | Флаг Грузии     | Защ | Георгий Гочолеишвили (в аренде из «Шахтёра») | 2001 |  |  |  |  |  |
| 17 | Флаг Комор      | Защ | Вармед Омари (в аренде из «Ренна»)           | 2000 |  |  |  |  |  |
| 22 | Флаг Франции    | Защ | Абубака Сумаоро                              | 2005 |  |  |  |  |  |
| 25 | Флаг Нигерии    | Защ | Джордан Торунарига                           | 1997 |  |  |  |  |  |
| 28 | Флаг Швейцарии  | Защ | Миро Мухайм                                  | 1998 |  |  |  |  |  |
| 30 | Флаг Швейцарии  | Защ | Сильван Хефти                                | 1997 |  |  |  |  |  |
| 39 | Флаг Германии   | Защ | Джоэл Агьекум                                | 2005 |  |  |  |  |  |
|    |                 |     |                                              |      |  |  |  |  |  |
| 8  | Флаг Ливии      | ПЗ  | Даниэль Эльфадли                             | 1997 |  |  |  |  |  |

| 10 | Флаг Суринама          | ПЗ  | Иммануэл Ферай               | 2001 |  |  |  |  |  |
| 21 | Флаг Германии          | ПЗ  | Николай Ремберг              | 2000 |  |  |  |  |  |
| 23 | Флаг Германии          | ПЗ  | Йонас Мефферт                | 1994 |  |  |  |  |  |
| 24 | Флаг Аргентины         | ПЗ  | Николас Капальдо             | 1998 |  |  |  |  |  |
| 48 | Флаг Германии          | ПЗ  | Билаль Ялчинкая              | 2006 |  |  |  |  |  |
|    | Флаг Германии          | ПЗ  | Левин Озтунали               | 1996 |  |  |  |  |  |
|    |                        |     |                              |      |  |  |  |  |  |
| 7  | Флаг Франции           | Нап | Жан-Люк Домпе                | 1995 |  |  |  |  |  |
| 9  | Флаг Германии          | Нап | Роберт Глатцель              | 1994 |  |  |  |  |  |
| 11 | Флаг Ганы              | Нап | Рансфорд-Йебоа Кёнигсдёрффер | 2001 |  |  |  |  |  |
| 14 | Флаг Франции           | Нап | Райан Филипп                 | 2000 |  |  |  |  |  |
| 15 | Флаг Дании             | Нап | Юссуф Поульсен               | 1994 |  |  |  |  |  |
| 18 | Флаг Гамбии            | Нап | Бакери Джатта                | 1998 |  |  |  |  |  |
| 29 | Флаг Республики Косово | Нап | Эмир Сахити                  | 1998 |  |  |  |  |  |
| 38 | Флаг Норвегии          | Нап | Александер Рёссинг-Лелесиит  | 2007 |  |  |  |  |  |
| 45 | Флаг Германии          | Нап | Фабио Бальде                 | 2005 |  |  |  |  |  |
| 49 | Флаг Германии          | Нап | Отто Штанге                  | 2007 |  |  |  |  |  |

### Игроки в аренде
| \| № \| \| Поз. \| Имя \| Год рождения \| \| -- \| \| ---- \| ------------------------------------------------ \| ------------ \| \| 6 \| \| ПЗ \| Лукаш Поремба (в «Эльферсберге» до 30 июня 2026) \| 2000 \| \| 36 \| \| ПЗ \| Ансси Сухонен (в «Эстере» до 30 ноября 2025) \| 2001 \| |                |      |                                                  |              |
| № |                | Поз. | Имя                                              | Год рождения |
| 6 | Флаг Польши    | ПЗ   | Лукаш Поремба (в «Эльферсберге» до 30 июня 2026) | 2000         |
| 36 | Флаг Финляндии | ПЗ   | Ансси Сухонен (в «Эстере» до 30 ноября 2025)     | 2001         |

## Тренеры
|                            | Имя                    | Период                             | В/Н/П*        |
| -------------------------- | ---------------------- | ---------------------------------- | ------------- |
| Флаг Германии              | Рудольф Агте           | 1919—1920                          |               |
| Флаг Англии                | А. У. Тёрнер           | 1920 — апрель 1921                 |               |
| Флаг Германии              | Рихард Гирулатис       | апрель 1921 — декабрь 1921         |               |
| Флаг Венгрии               | Лайош Баняй            | январь 1922 — апрель 1922          |               |
| Флаг Англии                | А. У. Тёрнер           | май 1922 — 1923                    |               |
| Флаг Англии                | Уильям Таунли          | 1923                               |               |
| Флаг Германии              | Рудольф Агте           | 1923—1925                          |               |
| Флаг Англии                | Джек Бертон            | 1925 — ноябрь 1925                 |               |
| Флаг Англии                | А. У. Тернер           | декабрь 1925 — 1926                |               |
| Флаг Германии              | Адольф Рийбе           | 1926—1927                          |               |
| Флаг Германии              | Рудольф Агте           | 1927 — январь 1929                 |               |
| Флаг Германии              | Эрнст Мос              | февраль 1929 — 1929                |               |
| Флаг Германии              | Карл Матайдес          | 1929 — декабрь 1930                |               |
| Флаг Венгрии               | Дьюла Кертес           | январь 1931 — 1932                 |               |
| Флаг Англии                | А. У. Тёрнер           | 1932 — апрель 1933                 |               |
| Флаг Норвегии              | Асбьёрн Халворсен      | апрель 1933 — сентябрь 1933        |               |
| Флаг Германии              | Херберт Тим            | октябрь 1933 — 1934                |               |
| Флаг Германии              | Георг Хохгезанг        | 1934                               |               |
| Флаг Германии              | Карл Матайдес          | январь 1935 — 1935                 |               |
| Флаг Германии              | Ханс Ланг              | 1935—1939                          |               |
| Флаг Германии              | Джонни Шульц           | 1939 — апрель 1942                 |               |
| Флаг Германии              | Отто Роведер           | 1942 — апрель 1943                 |               |
| Флаг Германии              | Карл Хёгер             | май 1943 — 1943                    |               |
| Флаг Германии              | Отто Роведер           | 1943 — сентябрь 1944               |               |
| Флаг Германии              | Карл Хёгер             | октябрь 1944 — 1945                |               |
| Флаг Германии              | Ханс Таухерт           | 1945—1949                          |               |
| Флаг Германии              | Георг Кнопфле          | 1946—1954                          |               |
| Флаг Германии              | Мартин Вилке           | 1954—1956                          |               |
| Флаг Германии              | Гюнтер Малман          | 1956—1962                          |               |
| Флаг Германии              | Мартин Вильке          | 1962—1964                          |               |
| Флаг Германии              | Георг Гавличек         | 9 мая 1964 — 17 апреля 1966        | 22 — 12 — 25  |
| Флаг Германии              | Йозеф Шнайдер          | 18 апреля 1966 — 30 июня 1967      | 12 — 11 — 16  |
| Флаг Германии              | Курт Кох               | 1 июля 1967 — 15 мая 1969          | 11 — 11 — 12  |
| Флаг Германии              | Георг Кнопфле          | 16 мая 1969 — 30 июня 1970         | 25 — 21 — 22  |
| Флаг Германии              | Клаус-Дитер Охс        | 1 июля 1970 — 30 июня 1973         | 36 — 26 — 40  |
| Флаг Германии              | Куно Клотцер           | 1 июля 1973 — 30 июня 1977         | 62 — 29 — 45  |
| Флаг Германии              | Руди Гутендорф         | 1 июля 1977 — 27 октября 1977      | 6 — 1 — 5     |
| Флаг Германии              | Аркоч Йозчан           | 28 октября 1977 — 30 июля 1978     | 8 — 5 — 9     |
| Флаг Югославии (1945—1991) | Бранко Зебец           | 1 июля 1978 — 16 декабря 1980      | 54 — 17 — 14  |
| Флаг Югославии (1945—1991) | Александар Ристич      | 1 января 1981 — 30 июня 1981       | 8 — 5 — 4     |
| Флаг Австрии               | Эрнст Хаппель          | 1 июля 1981 — 30 июня 1987         | 109 — 53 — 42 |
| Флаг Югославии (1945—1991) | Йосип Скоблар          | 1 июля 1987 — 9 ноября 1987        | 5 — 4 — 6     |
| Флаг Германии              | Вили Райман            | 11 ноября 1987 — 4 января 1990     | 32 — 19 — 24  |
| Флаг Германии              | Герд Фолкер Шок        | 5 января 1990 — 11 марта 1992      | 28 — 22 — 23  |
| Флаг Германии              | Эгон Кордес            | 12 марта 1992 — 21 сентября 1992   | 3 — 8 — 8     |
| Флаг Германии              | Бено Мёльман           | 23 сентября 1992 — 5 октября 1995  | 31 — 36 — 38  |
| Флаг Германии              | Феликс Магат           | 5 октября 1995 — 18 мая 1997       | 21 — 18 — 19  |
| Флаг Германии              | Ральф Шеер             | 19 мая 1997 — 30 июня 1997         | 1 — 1 — 0     |
| Флаг Германии              | Франк Пагелсдорф       | 1 июля 1997 — 17 сентября 2001     | 54 — 46 — 45  |
| Флаг Германии              | Хольгер Йеронимус      | 18 сентября 2001 — 3 октября 2001  | 0 — 1 — 1     |
| Флаг Австрии               | Курт Яра               | 4 октября 2001 — 22 октября 2003   | 26 — 20 — 23  |
| Флаг Германии              | Клаус Топעмёллер       | 23 октября 2003 — 17 октября 2004  | 14 — 5 — 14   |
| Флаг Германии              | Томас Долль            | 18 октября 2004 — 1 февраля 2007   |               |
| Флаг Нидерландов           | Хуб Стевенс            | 2 февраля 2007 — 30 июня 2008      |               |
| Флаг Нидерландов           | Мартин Йол             | 1 июля 2008 — 30 июня 2009         | 12 — 4 — 11   |
| Флаг Германии              | Бруно Лаббадиа (и. о.) | 1 июля 2009 — 26 апреля 2010       |               |
| Флаг Германии              | Армин Фе               | 24 мая 2010 — 13 марта 2011        |               |
| Флаг Германии              | Торстен Финк           | 13 октября 2011 — 17 сентября 2013 |               |
| Флаг Нидерландов           | Берт ван Марвейк       | сентябрь 2013 — 16 февраля 2014    |               |
| Флаг Германии              | Мирко Сломка           | 17 февраля 2014 — 10 марта 2015    |               |
| Флаг Германии              | Лаббадиа Бруно         | 15 марта 2015 — 25 сентября 2016   |               |
| Флаг Германии              | Маркус Гисдоль         | 25 сентября 2016 — 21 января 2018  |               |
| Флаг Германии              | Бернд Холлербах        | 22 января 2018 — 12 марта 2018     |               |
| Флаг Германии              | Кристиан Титц (и. о.)  | 12 марта 2018 — до конца сезона    |               |
|                            | Имя                    | Период                             | В/Н/П*        |

* В/Н/П — Выигрыши, Ничьи, Поражения

## Форма

### Домашняя
| 1994/95 | 1999-01 | 2001/02 | 2002/03 | 2004/05 | 2005/06 | 2006/07 | 2007/08 | 2009/10 | 2010/11 | 2011/12 |
| 2012/13 | 2013/14 | 2014/15 | 2015/16 | 2016/17 | 2017/18 | 2018/19 | 2019/20 | 2020/21 | 2021/22 | 2022/23 |
| 2023/24 | 2024/25 | 2025/26 |         |         |         |         |         |         |         |         |

### Гостевая
| 1994/95 | 1999-01 | 2002/03 | 2005/06 | 2006/07 | 2007/08 | 2008/09 | 2010/11 | 2011/12 | 2012/13 | 2013/14 |
| 2014/15 | 2015/16 | 2016/17 | 2017/18 | 2018/19 | 2019/20 | 2020/21 | 2021/22 | 2022/23 | 2023/24 | 2024/25 |
| 2025/26 |         |         |         |         |         |         |         |         |         |         |

### Резервная
| 2001/02 | 2004/05 | 2005/06 | 2006/07 | 2007/08 | 2008/09 | 2011/12 | 2012/13 | 2013/14 | 2019/20 | 2020/21 |
| 2021/22 | 2022/23 | 2023/24 | 2024/25 | 2025/26 |         |         |         |         |         |         |

Источники:,